# 丹下左膳 (1963年の映画)
『丹下左膳』（たんげさぜん）は、1963年11月17日に松竹が配給した。内川清一郎監督による時代劇映画である。

## 概要
丹下左膳役に丹波哲郎。丹波は、1958年にテレビドラマ(山一名作劇場内)で丹下左膳を演じており、2度目の丹下左膳役であったが、今作では、自分の利き手が右であり、左手では豪快な殺陣が出来ないという丹波本人の申し出により、本来なら右手が無く、右目に傷がある丹下左膳だが、右目ではなく左目に傷、左手が無いという、これまでとは違う説定になった。また丹波は、1966年の映画『丹下左膳 飛燕居合斬り』においては、柳生対馬守を演じている。

## あらすじ
享保十五年、柳生藩は幕府から日光東照宮の修繕の命を受ける。しかし、財政的に貧しい柳生藩には無理な命令であり、柳生藩は何としても金を作らなければない。柳生藩は困惑し、一風宗匠という老人の知恵者の智恵を借りようとする。老人は、柳生藩には隠し財産があり、代々伝わる刀にその財産の手掛かりがあるというのだ。しかし刀は、引出物として利用されることとなり、既に江戸にあった。柳生の源之丞は、江戸へ向かうが、司馬卜伝は訳も言わぬまま刀を返せという源之丞に立腹、柳生家との試合で柳生家が勝てば返すと約束、源之丞は試合に勝ち、刀を手にしようとしたその時、丹下左膳がどこからともなく現れ、源之丞を一対一の勝負で破り、刀を奪ってどこかへ去っていった。

## 配役
- 丹波哲郎  : 丹下左膳 / 源三郎
- 鰐淵晴子 : 萩乃
- 瑳峨三智子 : お藤
- 園井啓介 : 源之丞
- 北龍二 : 柳生対馬守
- 東野英治郎 : 一風宗匠
- 三島雅夫 : 木念
- 河野秋武 : 田丸主水正
- 佐々木孝丸 : 司馬卜伝
- 五味勝雄 : 上坂甚内
- 大泉滉 : つづみの与吉
- 名和宏  :峯丹波
- 宝みつ子 : お蓮
- 田村高廣 : 徳川吉宗
- 笠智衆 : 愚楽

## スタッフ
- 監督：内川清一郎
- 製作 : 岸本吟一、清水俊男
- 脚本 : 野口泰彦、内川清一郎
- 撮影：太田喜晴
- 編集 : 太田和夫
- 音楽：大森盛太郎
- 美術 : 大角純一

## 併映作品
- 『ばりかん親分』: 堀内真直監督